# Ilja Bultmann
Ilja Bultmann (* September 2009) ist ein deutscher Kinderdarsteller.
Ilja Bultmann spielte im Fernsehfilm Detour seine erste Rolle als Kinderdarsteller im Alter von 7 Jahren. Es folgten eine Reihe von Fernsehproduktionen, wie die Doku-Reihe Der Krieg und ich oder der ZDF-Film Familie auf Probe (2019). 2021 wirkte er als „Jonas Brenner“ in der Polizeiruf 110-Episode Sabine mit. 2022 spielte er „Kornelius“ im Fernsehfilm Honecker und der Pastor.

## Filmografie (Auswahl)
- 2017: Detour (Fernsehfilm)
- 2017: Der Kriminalist (Fernsehreihe, Folge 84)
- 2019: Der Krieg und ich (Dokuserie, Folge 6)
- 2019: Frühling – Familie auf Probe (Fernsehreihe)
- 2019: Hausen (Fernsehserie, eine Folge)
- 2021: Polizeiruf 110 – Sabine (Fernsehreihe)
- 2021: Die Heimsuchung (Fernsehfilm)
- 2022: Honecker und der Pastor (Fernsehfilm)
- 2024: Der Spatz im Kamin